# Creu de terme de Vallbona de les Monges
La Creu de terme de Vallbona de les Monges és una obra barroca de Vallbona de les Monges (Urgell) inclosa a l'Inventari del Patrimoni Arquitectònic de Catalunya.

## Descripció
Creu de terme amb un capitell vuitavat amb decoracions florals intercalats amb angles llisos sense cap mena de decoració sense cap mena de decoració escultòrica. La creu és de tipologia llatina i ha perdut tant la figura del crist crucificat com la verge Maria en la part posterior. Els extrems dels braços de la creu són d'acabat trilobulat.

## Història
El 1686 va ser col·locada al lloc actual.
El 1936 va patir les destrosses de la Guerra Civil.